# Per Olov Enquist

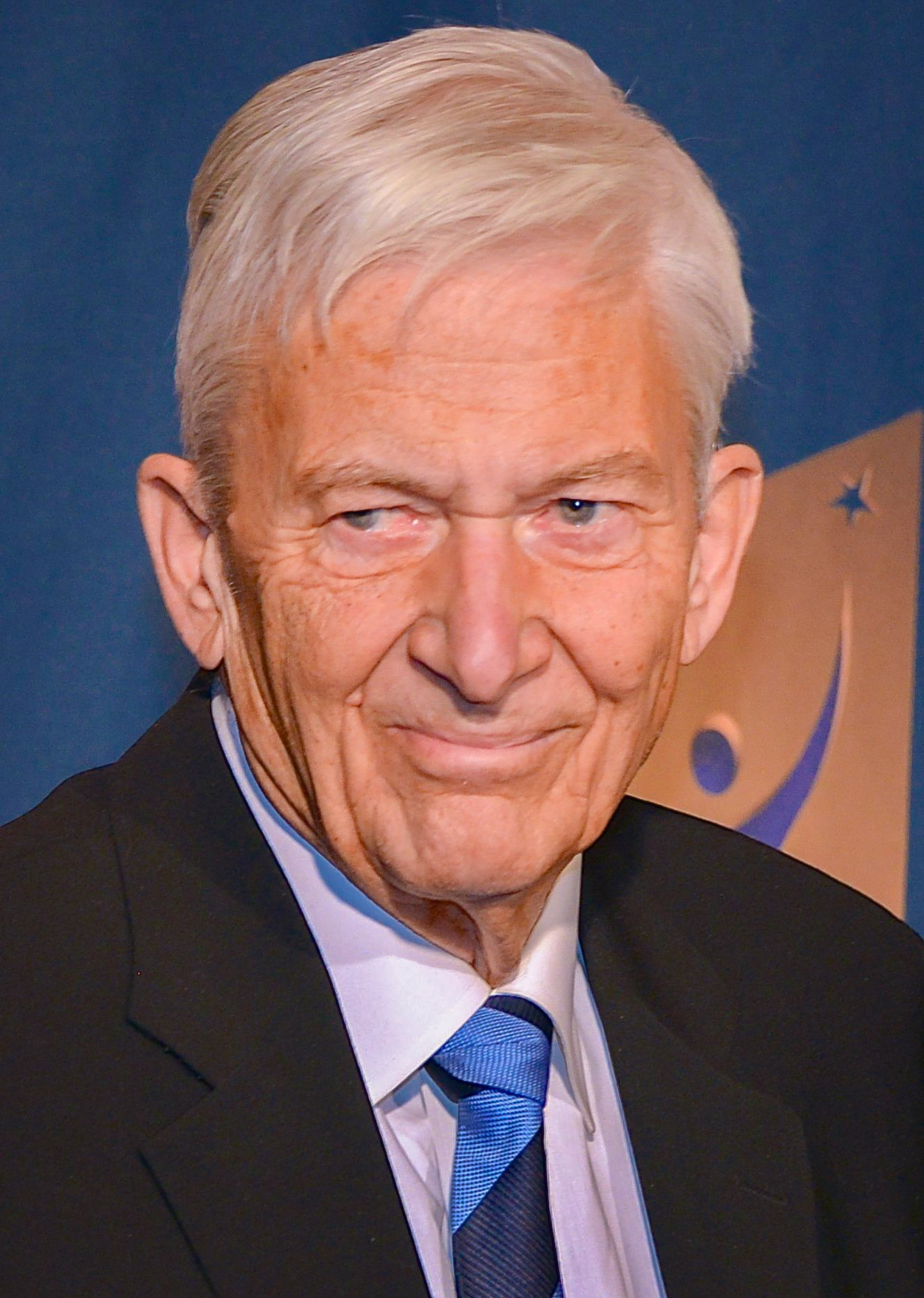
Per Olov Enquist, 2013

Per Olov „P. O.“ Enquist [pæːr ˈuːlɔv ˈeːnkvist] (* 23. September 1934 in Hjoggböle, Gemeinde Skellefteå; † 25. April 2020 in Vaxholm) war ein schwedischer Schriftsteller und Journalist.

## Leben
Per Olov Enquist war der Sohn von Maja Lindgren (1903–1992) und Elof Enquist (1903–1935). Sein Vater, ein Sozialdemokrat, arbeitete im Sommer als Stauer und im Winter als Holzfäller. Bis zum 16. Lebensjahr wuchs er bei seiner verwitweten Mutter auf. Sie war Dorfschullehrerin, Anhängerin der Volkspartei und gehörte der Pfingstbewegung an. Seinen Roman Lewis Reise widmete der Autor seiner Mutter. Enquist, der in seiner Jugend Hochspringer (Rekordmarke: 1,97 m) war, studierte nach dem Abitur, das er auf einem Internat absolviert hatte, von 1955 bis 1964 Literaturwissenschaften an der Universität Uppsala. Im ersten Studienjahr wohnten Per Olov Enquist und Lars Gustafsson gemeinsam in einer Wohnung zur Untermiete. Das Studium beendete Enquist 1960 mit dem M.A. und 1966 mit einem Lizenziat über den Autor Thorsten Jonsson. Während seines Studiums gehörte Enquist zum Kreis um die schwedische Zeitschrift Rondo.
Sein Schreiben begann unter dem Einfluss des französischen Nouveau Roman. Enquist debütierte im Herbst 1961 mit dem Roman Kristallögat. Zuvor heiratete er Margareta, seine Jugendfreundin aus der Gymnasialzeit, in Skellefteå. Dieser ersten Ehe entstammen der Sohn Mats (* 1961) und die Tochter Jenny (* 1968). Von Januar 1970 bis 1971 ermöglichte eine einjährige Förderung des DAAD dem Schriftsteller – gemeinsam mit seiner Familie – einen Studienaufenthalt in West-Berlin.
Schon während seines Studiums schrieb Enquist Literaturkritiken – zunächst für die Zeitung Upsala Nya Tidning, von 1963 bis 1966 für das Svenska Dagbladet und dann für die Boulevardzeitung Expressen. Bis 1976 arbeitete er als Kolumnist für Zeitungen und auch als Fernsehmoderator. Als Reporter berichtete er über die Olympischen Sommerspiele 1972 in München und auch über die Geiselnahme von München. Nach seiner Rückkehr schrieb Enquist in der Wohnung seiner Mutter in Bureå das Buch Die Kathedrale in München. Seine Eindrücke der dramatischen Tage fasste er in dem Satz zusammen:

„Wenn alles so gut angefangen hatte, wie konnte es so schlimm enden.“

Im Dezember 1972 reiste Enquist mit seiner Familie nach Los Angeles und übernahm an der University of California, Los Angeles (UCLA) eine Gastprofessur. 1975 debütierte er mit dem Theaterstück Die Nacht der Tribaden, das in den folgenden Jahren in dreißig Sprachen übersetzt und über dreihundert Mal inszeniert wurde. Weitere Theaterstücke folgten.
Im Juni 1978 wurde seine erste Ehe geschieden. Enquist und die Dänin Lone Bastholm – Chefdramaturgin am Königlichen Theater – heirateten im selben Jahr. Von 1978 bis 1993 wohnte der schwedische Autor in Dänemark – außer in den Jahren von 1986 bis 1988: In dieser Zeit lebte das Ehepaar in Paris, wo seine Frau als Kulturattachée an der Dänischen Botschaft tätig war. Während seines Aufenthaltes in Frankreich trat Enquists Alkoholabhängigkeit stärker hervor. Im Jahr 1989 versuchte Per Olov Enquist mehrmals, mit Hilfe verschiedener Therapien vom Alkohol loszukommen; schließlich gelang dem Autor im Februar 1990 ein neuer Anfang als Totalabstinenzler und ein anderes Leben konnte beginnen.
Von 1977 an war Per Olov Enquist freier Schriftsteller. Er setzte sich für die gewerkschaftliche Organisation von Schriftstellern ein. Aus dem schwedischen Schriftstellerverband, dessen Vorstandsmitglied er zeitweilig war, trat er nach einer Kontroverse aus. Enquist lebte und arbeitete zuletzt in Stockholm. Er starb im April 2020 nach längerer Krankheit im Alter von 85 Jahren.

„Ich glaube, es gibt in allen Menschen einen oft unterschätzten Drang, Künstler zu sein.“

## Werk

### Inhalte
In Enquists Werk erkennt man eine eher melancholische Weltsicht. Immer wieder schildert der Autor auch die Einschränkungen, die eine pietistische bzw. freikirchliche Lebensweise auferlegt, vor allem in Auszug der Musikanten und Lewis Reise. Sein im deutschen Sprachraum bekanntestes Werk ist der historische Roman Der Besuch des Leibarztes, in dem er das Verhältnis des Arztes und Politikers Struensee zu der dänischen Königin Caroline darstellt. Schon 1966 erschien in Deutschland erstmals sein Roman Der fünfte Winter des Magnetiseurs, in dem Enquist ebenfalls von einer historischen Person ausgeht. In diesem Werk ist Franz Anton Mesmer das Vorbild für den Protagonisten Friedrich Meisner.
Für seinen ersten Kinderroman Großvater und die Wölfe, der auf einem Ausflug mit seinen Enkeln basiert, wurde er mit dem Luchs des Jahres 2003 ausgezeichnet.
In seinem in der dritten Person geschriebenen autobiografischen Buch Ein anderes Leben berichtet Enquist u. a. über die Kindheit in einem nordschwedischen Dorf, die Entstehung und Rezeption einiger Werke – besonders des Dokumentarromans Die Ausgelieferten, der die sog. „Baltenauslieferung“ behandelt, aber auch die Theaterstücke – sowie über seine Alkoholkrankheit.

### Veröffentlichungen

#### Romane und Erzählungen
- Kristallögat. Roman. Norstedts, Stockholm 1961. (Deutscher Titel: Das Kristallauge.)
- Magnetisörens femte vinter. Roman. Norstedts, Stockholm 1964. (Deutscher Titel: Der fünfte Winter des Magnetiseurs. Aus dem Schwedischen übersetzt von Hans-Joachim Maass. Erste deutsche Ausgabe bei Erdmann, Herrenalb 1966. Neuausgabe bei Hanser, München Wien 2002)
- Legionärerna. En bok om baltutlämningen. Norstedts, Stockholm 1968. (Deutscher Titel: Die Ausgelieferten. Aus dem Schwedischen übersetzt von Hans-Joachim Maas. Hoffmann und Campe, Hamburg 1969.)
- Sekonden. Roman. Norstedts, Stockholm 1971. (Deutscher Titel: Der Sekundant)
- Berättelser från de inställda upprorens tid. Erzählungen. Norstedts, Stockholm 1974.
- Musikanternas uttåg. Roman. Norstedts, Stockholm 1978. (Deutscher Titel: Auszug der Musikanten)
- Nedstörtad ängel. Roman. Norstedts, Stockholm 1985. (Deutsche Ausgabe: Gestürzter Engel. Aus dem Schwedischen übersetzt von Wolfgang Butt. Hanser, München 1987, ISBN 3-446-14535-4)
- Kapten Nemos bibliotek. Roman. Norstedts, Stockholm 1991, (Deutscher Titel: Kapitän Nemos Bibliothek)
- Livläkarens besök. Roman. Norstedts, Stockholm 1999. (Deutsche Ausgabe: Der Besuch des Leibarztes. Aus dem Schwedischen übersetzt von Wolfgang Butt. Hanser, München Wien 2001, ISBN 3-446-19980-2)
- Lewis resa. Roman. Norstedts, Stockholm 2001. (Deutsche Ausgabe: Lewis Reise. Hanser, München 2003, ISBN 3-446-20267-6)
- Boken om Blanche och Marie. Roman. Norstedts: Stockholm, 2004. (Deutsche Ausgabe: Das Buch von Blanche und Marie. Hanser, München 2007. ISBN 3-596-17172-5.)
- Liknelseboken. Roman. Norstedts, Stockholm 2013. (Deutsche Ausgabe: Das Buch der Gleichnisse. Ein Liebesroman. Aus dem Schwedischen übersetzt von Wolfgang Butt. Hanser, München 2013, ISBN 3-446-24330-5.)

#### Theaterstücke
- Tribadernas natt. (Deutscher Titel: Die Nacht der Tribaden.) UA: 1975
- Chez Nous. Zusammen mit Anders Ehnmark. UA: 1976
- Till Fedra. (Deutscher Titel: Verdunklung.) UA: 1980 (Regie: Lone Bastholm.)
- Från regnormarnas liv. (Deutscher Titel: Aus dem Leben der Regenwürmer.) UA: 1981
- I lodjurets timma. (Deutscher Titel: In der Stunde des Luchses.) UA: 1988. 2013 verfilmt als In der Stunde des Luchses
- Bildmakarna. (Deutscher Titel: Die Bildmacher) UA: 1998.

#### Essays
- Katedralen i München. Norstedts, Stockholm 1972. (Deutscher Titel: "Die Kathedrale in München")
- Kartritarna. Norstedts, Stockholm 1992 (Deutscher Titel: Die Kartenzeichner.)

#### Kinderbücher
- Großvater und die Wölfe. Hanser, München, Wien 2003, ISBN 978-3-446-20345-7
- Großvater und die Schmuggler. Hanser, München, Wien 2011, ISBN 978-3-446-23659-2

#### Biografie
- Strindberg. Ein Leben, aus dem Schwedischen von Verena Reichel, aktualisierte Neuausgabe, btb Verlag/Random House, München 2012, 283 S.[6]

#### Autobiografisches Werk
- Ett annat liv. Norstedts, Stockholm 2008. (Deutsche Ausgabe: Ein anderes Leben. Aus dem Schwedischen übersetzt von Wolfgang Butt. Hanser, München 2009, ISBN 978-3-446-23270-9)

#### Drehbücher
- 1970: Baltutlämningen
- 1985: August Strindberg - ett liv
- 1991: Il Capitano
- 1996: Hamsun

## Auszeichnungen
Enquist erhielt zahlreiche Auszeichnungen, darunter:
- 1969: Literaturpreis des Nordischen Rates für Legionärerna. En bok om baltutlämningen. (Deutscher Titel: Die Ausgelieferten.)
- 1992: Ehrendoktor der Universität Umeå[7]
- 1999: BMF-Plakette
- 2002: Deutscher Bücherpreis für Internationale Belletristik (Der Besuch des Leibarztes)
- 2002: Gerard-Bonnier-Preis
- 2003: LUCHS des Jahres und Nelly-Sachs-Preis
- 2008: August-Preis für Ett annat liv
- 2009: Österreichischer Staatspreis für Europäische Literatur
- 2010: Nordischer Preis der Schwedischen Akademie

Zum 70. Geburtstag stifteten 2005 seine internationalen Verlage den Per-Olov-Enquist-Preis für Nachwuchsliteraten von europaweiter Ausstrahlungskraft.

## Film
- 1978: Per Olov Enquist. Eine Produktion des Saarländischen Rundfunks/Fernsehen (45 Minuten). Buch und Regie: Klaus Peter Dencker